# Te Wahipounamu
Te Wahipounamu (gröna stenarnas plats) är en grupp nationalparker i Sydvästra Nya Zeeland som 1990 sattes upp på Unescos världsarvslista. De ingående nationalparkerna är:
- Aoraki/Mount Cook nationalpark
- Westland nationalpark
- Fiordland nationalpark
- Mount Aspiring nationalpark

Nationalparkerna täcker tillsammans en yta på 26 000 km².
Notera: Te Wahipounamu ska inte förväxlas med Te Waipounamu som betyder "grönstenars vatten", ett traditionell Maori-namn på Sydön